# Щуровський Юрій Сергійович
Щуровський Юрій Сергійович (*28 квітня 1927, Київ — 13 жовтня 1996) — радянський і український композитор, викладач.

## Життєпис
Закінчив Київську консерваторію (1951) і аспірантуру у Б. Лятошинського (1954), у 1952—1955 — викладач консерваторії.
З 1958 по 1962 роки викладав теоретичні дисципліни в Курському музичному училищі. Давав в Курську творчі концерти.
З 1973 року — старший редактор відділу музично-педагогічної літератури видавництва «Музична Україна».
Твори: симфонії, поеми, увертюри, струнний квартет, концерт для труби з оркестром, сонати для скрипки і фортепіано, твори для фортепіано й віолончелі, балет.

## Автор музики до фільмів
- «Тривожна молодість» (1955),
- «Капітан „Старої черепахи“»,
- «Павло Корчагін» (1956),
- «Випереджаюча вітер» (1959),
- «Грізні ночі»,
- «Рятуйте наші душі» (1960),
- «Тінь» (1961),
- «Серце не прощає» (1961),
- «Пилипко»,
- «Київська соната» (1962),
- «Три доби після безсмертя» (1963),
- «Загибель ескадри» (1965),
- «Гольфстрим» (1968) та ін.